# Anette Norberg
Pour les articles homonymes, voir Norberg (homonymie).
Anette Norberg est une joueuse suédoise de curling née le 12 novembre 1966 à Härnösand. 

## Palmarès
- Jeux olympiques
  -  Médaille d'or en 2006 aux Jeux olympiques d'hiver de 2006 à Turin.
  -  Médaille d'or en 2010 aux Jeux olympiques d'hiver de 2010 à Vancouver.
- Championnat du monde
  -  Médaille d'or en 2005.
  -  Médaille d'or en 2006.
  -  Médaille d'or en 2011.
  -  Médaille d'argent en 2001.
  -  Médaille d'argent en 2009.
  -  Médaille de bronze en 1988.
  -  Médaille de bronze en 1989.
  -  Médaille de bronze en 1991.
  -  Médaille de bronze en 2003.
- Championnat d'Europe
  -  Médaille d'or en 1988.
  -  Médaille d'or en 2001.
  -  Médaille d'or en 2002.
  -  Médaille d'or en 2003.
  -  Médaille d'or en 2004.
  -  Médaille d'or en 2005.
  -  Médaille d'or en 2007.
  -  Médaille d'argent en 1984.
  -  Médaille d'argent en 1987.
  -  Médaille d'argent en 2008.
  -  Médaille de bronze en 1989.
  -  Médaille de bronze en 1991.